# Peperomia obtusifolia
Cet article concerne Peperomia obtusifolia (L.) A.Dietr., 1831. Pour Peperomia obtusifolia Miq., 1845, voir Peperomia emarginulata.
Espèce
Synonymes
- Peperomia antoni Trel.[1]
- Peperomia bayatana Trel.[1]
- Peperomia commutata Trel.[1]
- Peperomia daiquiriana Trel.[1]
- Peperomia earlei Trel.[1]
- Peperomia fieldiana Trel.[1]
- Peperomia floridana Small[2]
- Peperomia gollii Trel.[1]
- Peperomia hemionitidifolia Desv. & Ham.[1]
- Peperomia lunana Trel.[1]
- Peperomia mentiens Trel.[1]
- Peperomia obtusifolia var. obtusifolia[1]
- Peperomia palmae Trel.[1]
- Peperomia romaensis Trel.[1]
- Peperomia valerioi Trel.[1]
- Piper cuneifolium Jacq.[1]
- Piper humile Mill.[1]
- Piper milleri Roem. & Schult.[1]
- Piper obtusifolium L.[1] [2]
- Rhynchophorum floridanum (Small) Small[1] [2]
- Rhynchophorum obtusifolium (L.) Small[1] [2]

Peperomia obtusifolia est une espèce de plantes à fleurs de la famille des Piperaceae originaire de Floride, du Mexique et des Caraïbes. C'est un plante herbacée ornementale aux feuilles succulentes. Les fleurs sont groupées dans une inflorescence en spadice solitaire.

## Liste des variétés
Selon Tropicos (23 août 2020) (Attention liste brute contenant possiblement des synonymes) :
- Peperomia obtusifolia var. alveolata (Trel.) Alain
- Peperomia obtusifolia var. clusiaefolia (Jacq.) C. DC.
- Peperomia obtusifolia var. cuneata (Miq.) Griseb.
- Peperomia obtusifolia var. emarginata (Ruiz & Pav.) Dahlst.
- Peperomia obtusifolia var. emarginulata (C. DC.) Trel. & Yunck.
- Peperomia obtusifolia var. floridana (Small) D.B. Ward
- Peperomia obtusifolia var. longibracteata Yunck.
- Peperomia obtusifolia var. macropoda Dahlst.
- Peperomia obtusifolia var. obtusifolia
- Peperomia obtusifolia var. papyracea Griseb.
- Peperomia obtusifolia var. parvifolia Dahlst.
- Peperomia obtusifolia var. petiolata Dahlst.
- Peperomia obtusifolia var. variegata A. Dietr.

### Peperomia obtusifolia(L.) A.Dietr., 1831
- (en) BioLib : Peperomia obtusifolia (L.) A.Dietr. (consulté le 23 août 2020)
- (en) Catalogue of Life : Peperomia obtusifolia (L.) A. Dietr. (consulté le 26 décembre 2020)
- (en) Flora of North America : Peperomia obtusifolia  (consulté le 23 août 2020)
- (fr + en) GBIF : Peperomia obtusifolia (L.) A.Dietr. (consulté le 23 août 2020)
- (en) IPNI : Peperomia obtusifolia (L.) A.Dietr.  (consulté le 23 août 2020)
- (fr) INPN : Peperomia obtusifolia (L.) A.Dietr. (TAXREF)  (consulté le 23 août 2020)
- (en) IRMNG : Peperomia obtusifolia (L.) A.Dietr. (consulté le 23 août 2020)
- (fr + en) ITIS : Peperomia obtusifolia (L.) A.Dietr. (consulté le 23 août 2020)
- (en) NCBI : Peperomia obtusifolia (L.) A.Dietr. (taxons inclus) (consulté le 23 août 2020)
- (en) The Plant List : Peperomia obtusifolia (L.) A.Dietr.  (source : KewGarden WCSP) (consulté le 23 août 2020)
- (en) Tropicos : Peperomia obtusifolia (L.) A.Dietr.  (+ liste sous-taxons) (consulté le 23 août 2020)

### Peperomia obtusifoliaMiq., 1845
- (en) The Plant List : Peperomia obtusifolia Miq. (Nom accepté: Peperomia emarginulata C.DC.) Non valide  (source : KewGarden WCSP) (consulté le 23 août 2020)